# Saint-Amant-de-Bonnieure
Saint-Amant-de-Bonnieure (okzitanisch: Sant Amanç) ist eine ehemalige französische Gemeinde mit 363 Einwohnern (Stand 1. Januar 2017) im Département Charente in der Region Nouvelle-Aquitaine.
Mit Wirkung vom 1. Januar 2018 wurden die früher selbstständigen Gemeinden Saint-Angeau, Sainte-Colombe und Saint-Amant-de-Bonnieure zur Commune nouvelle Val-de-Bonnieure zusammengelegt und haben in der neuen Gemeinde den Status einer Commune déléguée. Der Verwaltungssitz befindet sich im Ort Saint-Angeau.

## Lage
Sainte-Colombe liegt etwa 27 Kilometer nordöstlich von Angoulême am Fluss Bonnieure.

## Bevölkerungsentwicklung
| Jahr                      | 1962 | 1968 | 1975 | 1982 | 1990 | 1999 | 2006 | 2013 |
| Einwohner                 | 389  | 357  | 309  | 315  | 297  | 314  | 349  | 352  |
| Quelle: Cassini und INSEE |      |      |      |      |      |      |      |      |

## Sehenswürdigkeiten
- Kirche Saint-Amant aus dem 12. Jahrhundert, seit 1981 Monument historique
- Haus Saint-Amant aus dem 15. Jahrhundert, seit 1983 Monument historique

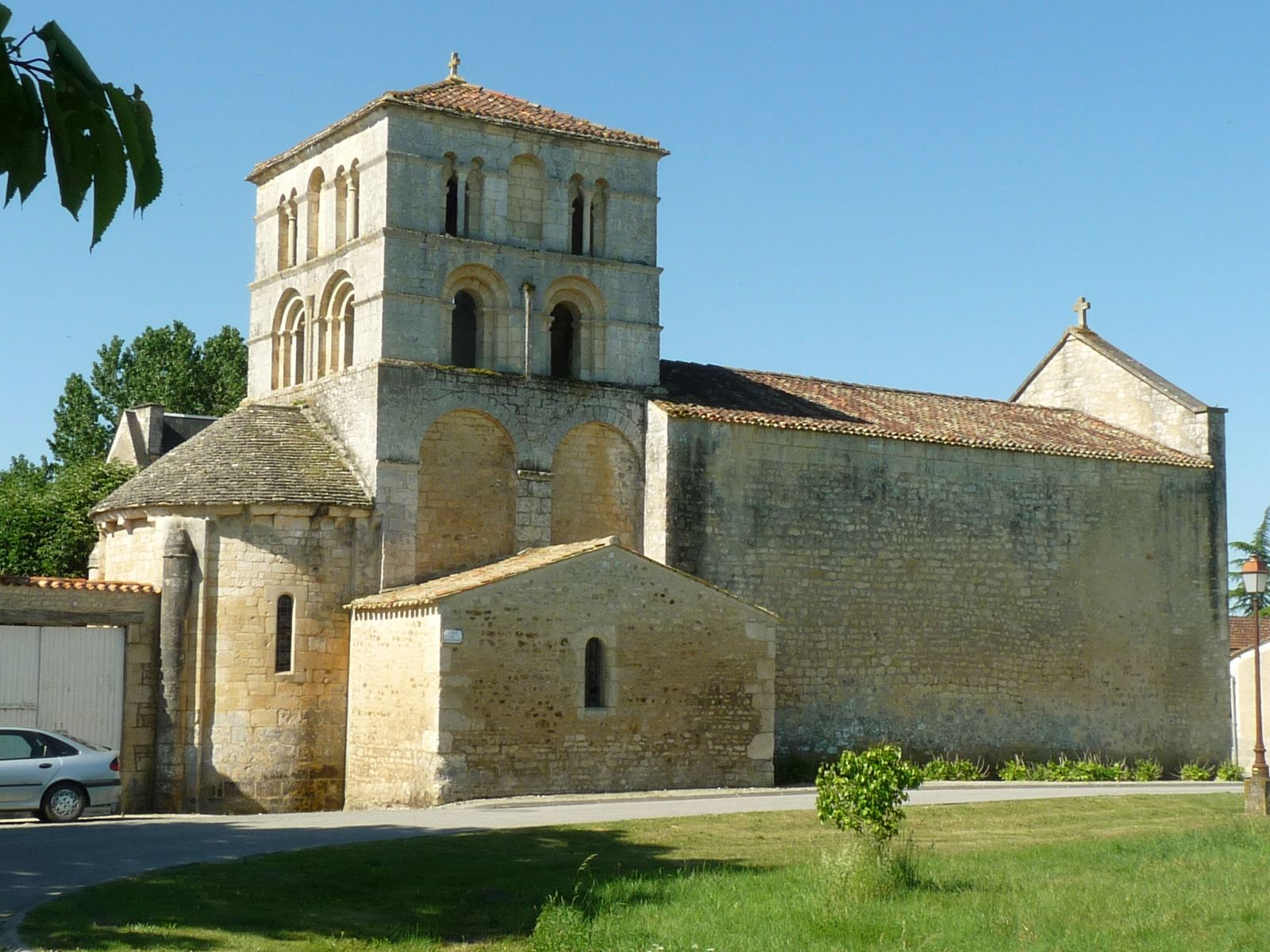
Kirche Saint-Amant
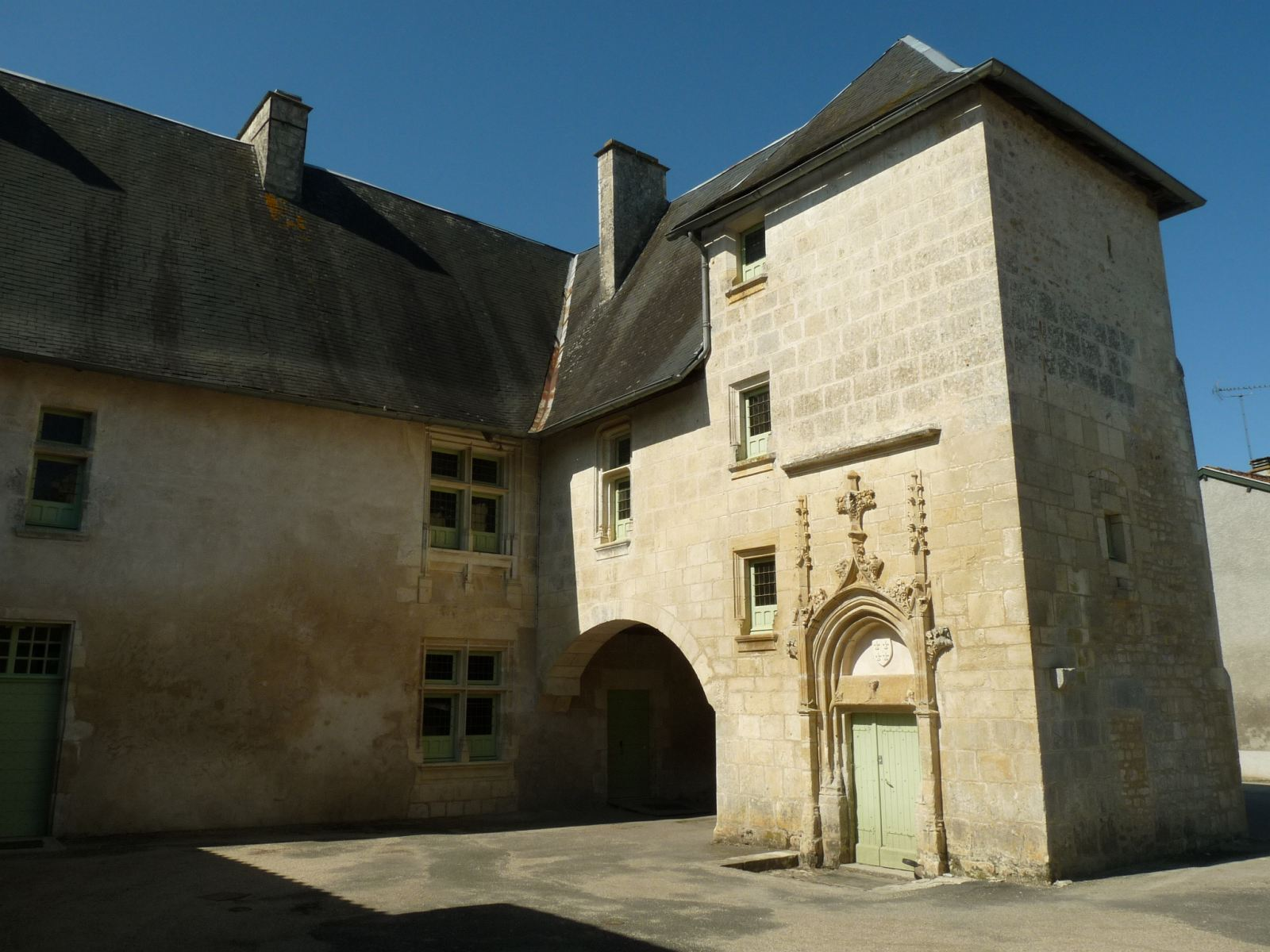
Haus Saint-Amant